# Manfred Mann's Earth Band (album)
Manfred Mann's Earth Band is het eerste gelijknamige studioalbum van Manfred Mann's Earth Band. Nadat Manfred Mann vanaf begin jaren zestig in diverse bands had gespeeld, vormde hij in 1971 de Earth Band.

## Muzikanten
- Manfred Mann – orgel, mellotron, synthesiser, zang
- Mick Rogers – zang, gitaar
- Chris Slade – drums
- Colin Pattenden – basgitaar

## Muziek
Manfred Mann ’s Earth Band speelt meestal harde rock met lange jazzy solo’s, experimentele geluiden en rustige, melodieuze stukken.  Ook op dit album overheerst de rockmuziek (bijvoorbeeld in Califoria coastline, Captain Bobby Scot en Prayer). Sloth en Tribute zijn rustige instrumentale nummers. De band speelt vaak covers van andere artiesten. Living without you is geschreven door de singer-songwriter Randy Newman  en staat op zijn eerste  album. Jump Sturdy is een liedje van dr. John Creaux, ook wel bekend als dr. John the Nighttripper, afkomstig van zijn tweede album Gris Gris. Please Mrs. Henry is een compositie van Bob Dylan, die het op zijn album the Basement tapes (met the Band) heeft geplaatst. Manfred Mann’s Earth Band maakt van alle drie covers een geheel eigen versie. Living without you is op single verschenen, met op de B-kant California coastline. Please Mrs. Henry is eveneens op single verschenen, met op de andere kant het nummer Prayer. De laatste twee nummers van het album Part time man en I’m up and I’m leaving worden door Manfred Mann zelf gezongen. Hij heeft die nummers geschreven met zijn goede vriend David Sadler.

## Tracklijst

### Kant een
1. California coastline (Walt Meskell, Tim Martin) – 2:48
2. Captain Bobby Stout (Lane Tietgen) – 6:54
3. Sloth (Manfred Mann, Mick Rogers) – 1:27
4. Living without you (Randy Newman) – 3:36
5. Tribute (Mann) – 5:32

### Kant twee
1. Please Mrs. Henry (Bob Dylan) – 4:32
2. Jump Sturdy (Dr. John Creaux) – 4:49
3. Prayer (Mann) – 5:41
4. Part time man (David Sadler, Mann) – 3:05
5. I'm up and I'm leaving (Mann, Sadler) – 3:11

## Herziene uitgave uit 1999 met drie bonustracks
In 1999 is er een herziene uitgave verschenen van dit album, met drie bonustracks (single versies, in mono uitvoering). 
1. Living Without You (Newman) – 3:36
2. California Coastline (Meskell, Martin) – 2:47
3. Mrs. Henry (Dylan) – 2:39

## Album
Dit album is in 1971  opgenomen in de Maximum Sound Studios (waar meerdere albums van Manfred Mann zijn opgenomen) en I.B.C. Studios in Londen, waar onder meer Deep Purple, Cream en the Who ook platen hebben opgenomen. Dit album is uitgebracht in januari 1972 op Polydor Records in de Verenigde Staten en in februari op Philips Records in Groot-Brittannië. Het album is geproduceerd door Manfred Mann, Dave Hedfield  en David McKay. Het album is in 1986 voor het eerst op Compact Disk verschenen. Van 1976 tot 1987 verschenen de albums van Manfred Mann op Bronze Records van producer en manager Gerry Bron. Andere artiesten op dat label waren onder meer Uriah Heep, Colosseum, Mötörhead en Sally Oldfield.

## Ontvangst
J. P. Ollio van de site AllMusic schreef in zijn recensie over dit album: On the hole, Manfred Mann’s Earth Band  is a completely satisfying album and one of the most underrated of the seventies. AllMusic waardeerde dit album met vier en een halve ster (op een maximum van vijf). De single Living without you haalde # 69 in april 1972 in de Amerikaanse Billboard top 100. De andere single van dit album, Mrs. Henry haalde de hitparade niet.